# Živkovci
Živkovci (srbsky Живковци) je vesnice v západní části Srbska, administrativně spadající pod opštinu Ljig v Kolubarském okruhu. Vesnice se nachází severovýchodně od města Ljig, v mírně zvlněné krajině. V roce 2011 zde žilo 455 obyvatel.
Z národnostního hlediska je obyvatelstvo v drtivé většině srbské národnosti. Pvní zmínka o obci pochází z roku 1528.